# Madaya
Madaya (مضايا) è una piccola città montana della Siria, ubicata ad una altitudine di quasi 1,400 metri.
La città amministrativamente appartiene al Governatorato del Rif di Damasco, e sorge a circa 50 km a nord-ovest di Damasco, in prossimità del confine con il Libano.
Secondo L'Ufficio Centrale di Statistica siriano (CBS), Madaya nel 2004 aveva una popolazione di 9.371 abitanti. I suoi abitanti sono in prevalenza di religione musulmana sunnita.
Dal luglio 2015 la città, occupata dalle milizie islamiste del Fronte al-Nusra e di Ahrar al-Sham insieme alle forze di opposizione rappresentate dall'Esercito Siriano Libero, è sottoposta ad un assedio combinato da parte dell'Esercito siriano affiancato delle milizie sciite libanesi di Hezbollah. L'11 gennaio un convoglio di aiuti umanitari poté accedere alla città. Allo stesso tempo dei convogli umanitari entrarono nelle altre due città assediate di Al-Fu'ah e Kafriya nel governatorato di Idlib assediate dalle milizie islamiste.